# Božja vojska otpora
Božja vojska otpora ili Gospodnja vojska otpora (engl: Lord's Resistance Army), paravojna je organizacija koja djeluje na području Ugande, Demokratske Republike Kongo, Južnog Sudana i Srednjoafričke Republike. Vođa organizacije je karizmatik Joseph Kony, tražen od strane Haaškog suda. Od 2001. grupa se nalazi na popisu terorističkih organizacija američkog State Departmenta a od 2011. godine i na popisu terorističkih organizacija Afričke Unije.

## Povijest organizacije
Božja vojska otpora formirana je 1988. godine u sjevernoj Ugandi od ostataka vojnog krila tzv. Pokreta Duha Svetog. Formiranje organizacije se dogodilo zbog vakuuma moći nastalog s porazom ostalih pobunjeničkih grupa u toj regiji. Do 1992. godine djelovali su pod nekoliko različitih imena: "Ujedinjena vojska svetog spasa" i "Ugandska kršćanska vojska/pokret",  da bi nakon 1992. godine konačno preuzeli sadašnje ime.

## Ideologija
Nominalno, organizacija se borila za stvaranje teokratske Ugande u skladu s Deset Božjih zapovijedi i za rušenje režima trenutačnog predsjednika Musevenija. Nadalje, kao dio ciljeva ove grupe navodi se borba protiv marginalizacije etničkih Acholija sa sjevera Ugande. Ipak, čini se da iz današnje perspektive pravi ciljevi ove grupacije nisu potpuno jasni. Ideologija se djelomično oslanja na mješavinu vjerovanja kako su ljudi izvan Božje vojske otpora "nečisti" zbog čega trebaju umrijeti, te neku vrstu kulta ličnosti vođe Josepha Konija, kojem se pripisuju magična svojstva poput vidovitosti.